# Zuolong
Zuolong salleei
Genre
Espèce
Zuolong (signifiant « dragon de Zuo ») est un genre éteint de dinosaures théropodes du début du Jurassique supérieur (Oxfordien), il y a environ 160 Ma (millions d'années). Ses fossiles ont été découverts dans la formation de Shishugou, une formation géologique qui affleure dans l'ouest de la Chine, dans la région autonome du Xinjiang,.
L'espèce type et seule espèce, Zuolong salleei, a été nommée par Jonah N. Choiniere, James M. Clark, Catherine A. Forster et Xu Xing en 2010. Le nom générique a été donné en l'honneur de Zuo Zongtang. Le nom spécifique a été donné en l'honneur de Hilmar Sallee, dont le legs a aidé à financer les recherches.

## Description
L'holotype, IVPP V15912, a été découvert en 2001 dans la formation géologique de Shishugou. Il appartient à un spécimen juvénile d'une longueur d'environ 3,1 mètres pour une masse d'environ 35 kilogrammes et est carnivore.
Zuolong est peut-être le plus primitif Coelurosauria connu.